# 江坂徳蔵
江坂 徳蔵（えさか とくぞう、1885年〈明治18年〉10月4日 - 1964年〈昭和39年〉8月14日）は、日本の海軍軍人。最終階級は海軍機関少将。新潟県高田市長。

## 経歴
新潟県中頸城郡高田町（のち高田市、現・上越市）生まれ。旧制高田中学（現・新潟県立高田高等学校）卒業後、海軍機関学校に入り、1911年（明治44年）卒業する（16期）。戦艦「山城」機関長などを歴任し、1927年（昭和2年）、海軍機関大佐に進級、第3戦隊、練習艦隊、第2艦隊、連合艦隊の各機関長を務め、1933年（昭和8年）海軍機関少将に進級、燃料廠平壌鉱業部長に就任し、1936年（昭和11年）3月、予備役となった。同年7月4日、郷里の高田市長に就任した。市長在任中は市のガスを石炭ガスから天然ガスに切り替えた。一方、議会に対し、速記録印刷廃止を提案、議員の反発を受けた。1938年（昭和13年）8月27日、「一身上の都合」により、市長を辞職。その後は実業界に転じた。戦後、公職追放となり、1964年（昭和39年）に死去した。墓所は多磨霊園。

## 家族
- 父・江坂熊蔵 ‐ 高田藩士、高田中学教諭[9]
- 義叔父・黒田定治 ‐ 父の妹の夫[10]